# Aslı Erdoğan
Aslı Erdoğan (Istanbul, 8 de març de 1967) és una escriptora i activista pels drets humans turca. Va iniciar la seva carrera literària el 1994 i ha compaginat l'escriptura amb la publicació de columnes d'opinió en diversos periòdics. En l'actualitat és columnista d'Özgür Gündem. Prèviament va escriure al diari Radikal. En total ha publicat més de 200 articles en l'àmbit nacional i internacional, a més de novel·les, poemes, contes, prosa poètica, assajos sobre viatges i articles polítics que han estat traduïts a diversos idiomes.
Ha estat perseguida en diverses ocasions pels seus escrits i sotmesa a diverses campanyes de linxament per l'Estat turc, fet que ha comportat que visqués exiliada durant diversos anys. El 16 d'agost de 2016 va ser detinguda a casa seva i va passar 4 mesos i mig en presó preventiva acusada de terrorisme.
L'any 2018 va rebre el Premi Simone de Beauvoir pels drets humans i la llibertat de les dones. Malgrat el seu cognom, no té cap lligam familial amb Recep Tayyip Erdoğan.

## Biografia
Nascuda a Istanbul el 1967, als quatre anys ja va començar a llegir i es va graduar el 1983 al Robert College d'Istanbul, un dels centres d'educació més prestigiosos de Turquia. Després es va traslladar a la Universitat del Bòsfor on el 1988 es va llicenciar en Informàtica. Posteriorment van arribar els estudis de física que va concloure amb un màster a la mateixa universitat. De 1991 a 1993 va treballar al CERN, a Suïssa, com a especialista en física de partícules. Va continuar la recerca per a realitzar el doctorat en física a Rio de Janeiro. El 1996 va decidir tornar a Turquia per dedicar-se exclusivament a l'escriptura.

### Trajectòria com a escriptora

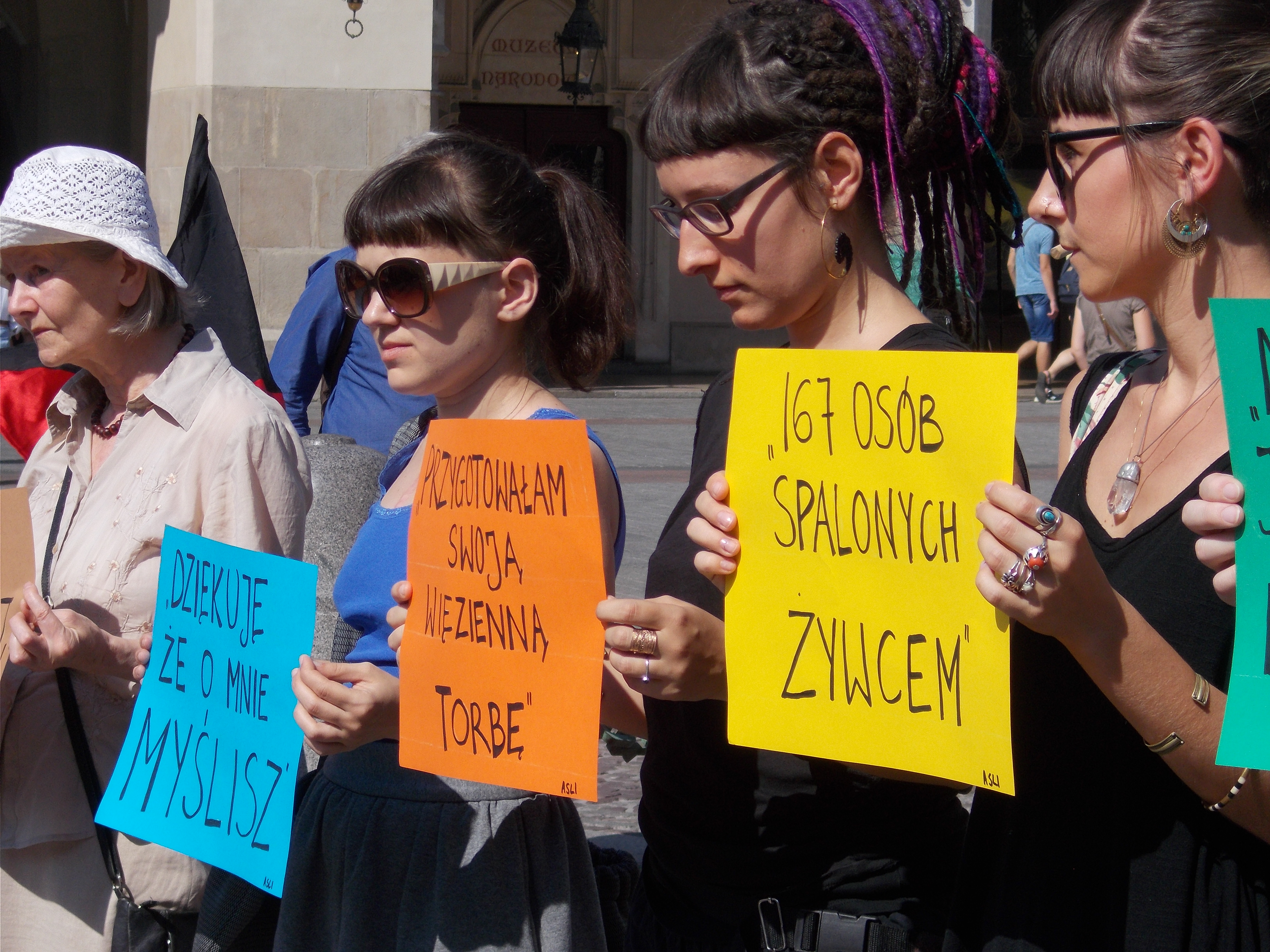
Manifestació a Cracòvia en defensa d'Aslı Erdoğan i els presos polítics turcs el 2016

Va començar a escriure als 23 anys en l'escàs temps que tenia mentre treballava al CERN i preparava el seu doctorat en física. La seva primera història The Final Farewell Note va guanyar el tercer premi el 1990 el Concurs d'Escriptura Yunus Nadi. La seva primera novel·la, Kabuk Adam, va ser publicada el 1994, seguida de Mucizevi Mandarín, un conjunt de contes interconnectats el 1996. El seu conte Ocells de fusta va rebre el 1997 el primer premi de la ràdio alemanya Deutsche Welle, i la seva segona novel·la, Kirmizi Pelerinli Kent, va rebre un notable reconeixement internacional i va ser publicada en anglès.
De 1998 a 2000 va ser la representant turca del Comitè d'Escriptors Empresonats del PEN Club Internacional. També escrivia una columna al diari turc Radikal, amb articles que més tard van ser recollits i publicats en el llibre Bir Yolculuk Ne Zaman Biter presentat en l'edició de 2004 de la MIT Tecnology Review.
Ha viatjat amb sovint i s'ha interessat per l'antropologia i la cultura dels pobles indígenes d'Amèrica. De desembre de 2011 a maig de 2012 va ser «escriptora en residència» a Zúric a invitació de la Literaturhaus Zürich i la Fundació PWG. El 2016 va ser també escriptora en residència convidada pel per la Xarxa Internacional de Ciutats de Refugi a Cracovia. Posteriorment, després del seu retorn a Turquia, va continuar escrivint per al diari prokurd Özgür Gündem.

### Detenció
El 16 d'agost de 2016, després d'una batuda policial al periòdic Özgür Gündem del que Asli Erdogan és membre del consell assessor, la policia va irrompre a casa seva i va arrestar-la acusant-la de terrorisme. Va passar 4 mesos i mig en presó preventiva. Ha estat acusada formalment de tres càrrecs en relació amb el Partit dels Treballadors del Kurdistan: per «realitzar propaganda de l'organització terrorista», «formar-ne part» i «incitar el poble», per la qual cosa podria ser condemnada a cadena perpètua.
Després de la seva detenció, 149 escriptors turcs van signar un manifest en la seva defensa i a favor de la llibertat d'expressió. També s'ha iniciat un moviment internacional de solidaritat.

## Publicacions
- Kabuk Adam (1994)
- Mucizevi Mandarin (1996)
- Kırmızı Pelerinli Kent (1998)
- Bir Yolculuk Ne Zaman Biter (2000)
- Hayatın Sessizliğinde (2005)
- Bir Delinin Güncesi (2006)
- Bir Kez Daha (2006)
- Taş Bina ve Diguesğerleri (2009)